# Черхавка
Черха́ва (інша назва: Черха́вка, Церха́вка) — річка в Україні, у межах Самбірського та (частково) Дрогобицького районів Львівської області. Ліва притока Бистриці Тисменицької (басейн Дністра).

## Опис
Довжина Черхави 26 км, площа басейну 168 км². На річці чимало перекатів, дно пам'янисте, місцями мулисте. У середній та нижній течії річище сильно звивисте. Річка загалом неглибока, водяться окуні, карасі, щуки.

## Розташування
Черхава утворюється у місці злиття річок Сприні та Блажівки, на північній околиці села Черхави. Тече переважно на північний схід, впадає у Бистрицю Тисменицьку біля села Велика Озимина.
Притоки: Сприня (права); Блажівка, Вільшаник, Глибочі (ліві).

## Назва
Є дві версії походження гідроніму Черхавка. За однією версією, цю назву виводять від дославянського «Чорна», дослівно — «Чорна річка». А за другою — ця назва утворилася на слов'янській основі, про що свідчать родинні, однокореневі назви в західнослов'янському ареалі. В основі назви архаїчне cьrxava (дно річки «черхате» — нерівне, горбисте)[джерело?]. Черхавка утворюється в місці злиття річок Сприня і Блажівки, на північній околиці села Черхава. Бистриця у свою чергу повертає на північ, обмежуючи село зі сходу.